# Constantin Boije af Gennäs
Constantin Boije af Gennäs, född 15 april 1854 på Illby (nu del av Borgå), död 25 maj 1934, var en finländsk godsägare och missionär.
Boije af Gennäs började sin bana som militär, men utbildade sig sedan för missionsarbete och blev brittiska bibelsällskapets agent i Finland. Han arbetade för inre missionen som redaktör för kristliga tidskrifter, väckelsepredikant och nykterhetsförkunnare och var med om att introducera Frälsningsarmén i Finland.
Boije af Gennäs deltog i startandet av Borgå skyddskår, i vars led han kämpade vid gränsen. Han medverkade inom ridderskapet och adeln vid ett tiotal lantdagar, varunder han särskilt arbetade för religionsfrihet och nykterhetslagstiftning. Han var även en framstående lantbrukare.